# Nicolaaskapel (Hannover)
De Nicolaaskapel (Duits: Nikolaikapelle) is het oudst bewaarde gebouw van de Nedersaksische stad Hannover. Oorspronkelijk werd de kapel buiten de voormalige stadsmuren gebouwd en samen met het Nicolaasstift vormde het een plaats waar mensen met lepra werden opgevangen. In de Tweede Wereldoorlog werd de eeuwenoude kapel tijdens de bombardementen op Hannover tot ruïne vernietigd.   

## Geschiedenis
De kerk werd tussen 1240 en 1284 als capella leprosorum extra muros (vertaling: leprozenkapel buiten de muren) gebouwd. Aan het oorspronkelijk rechthoekige kerkschip werd in 1325 een gotisch koor toegevoegd. Na de bouw van de Heilige Geest- of Kruiskerk in 1333 werd de kapel aan deze parochie toegevoegd. De volgende decennia werd de kapel genoemd in schenkingen en aflaatdocumenten van verschillende bisschoppen. Ook werd in de kapel een altaar voor de tienduizend martelaren opgericht. Beroemd in de christelijke wereld werd een miraculeus genadebeeld van de Heiland. Een bezoek aan het genadebeeld leverde een aflaat op. Het genadebeeld stond opgesteld in een oratorium, dat zich rechts van het zuidelijke portaal van de toenmalige kerkhofmuur bevond.        
Tijdens de Dertigjarige Oorlog is het genadebeeld spoorloos verdwenen. Hannover voorkwam weliswaar plundering en bezetting van de stad tegen betaling van een bijdrage aan de oorlog aan graaf van Tilly, maar de Nicolaaskapel lag met het genadebeeld destijds buiten de muren. 
Tot 1914 diende de kapel als kerk voor de Engelstalige gemeenschap van Hannover. Na het uitbreken van de Eerste Wereldoorlog werd de kerk gebruikt door verschillende protestantse kerkgenootschappen.

## De verwoesting
De kerk werd bij een luchtaanval op Hannover in 1943 grotendeels vernietigd. Slechts de buitenmuren werden gespaard. Het gehavende gebouw werd vervolgens in 1953 gedeeltelijk afgebroken om plaats te maken voor een verkeersweg. De huidige ruïne bestaat voornamelijk uit het gotische koor, dat in 1325 werd opgetrokken. In en om de kapel zijn nog talrijke grafmonumenten, deels uit de middeleeuwen, bewaard gebleven. Ze staan tegenwoordig gezamenlijk op de monumentenlijst. Aan de buitenmuren zijn nog goed bewaarde epitafen uit de 16e tot 18e eeuw te zien.
In 2012 werden tijdens afgravingswerkzaamheden delen van het historische kerkhof beschadigd. De bouwonderneming gebruikte groot materieel op een plaats waar slechts met de hand zou worden gegraven. Hierbij werden menselijke resten blootgelegd, waarop het Niedersächsische Landesamt für Denkmalpflege een bouwstop eiste. De gevonden resten werden in een kist geborgen en kregen tijdens een plechtigheid onder leiding van pastor Hanna Kreisel-Liebermann een laatste rustplaats in een graf onder de kerk..  

## Afbeeldingen

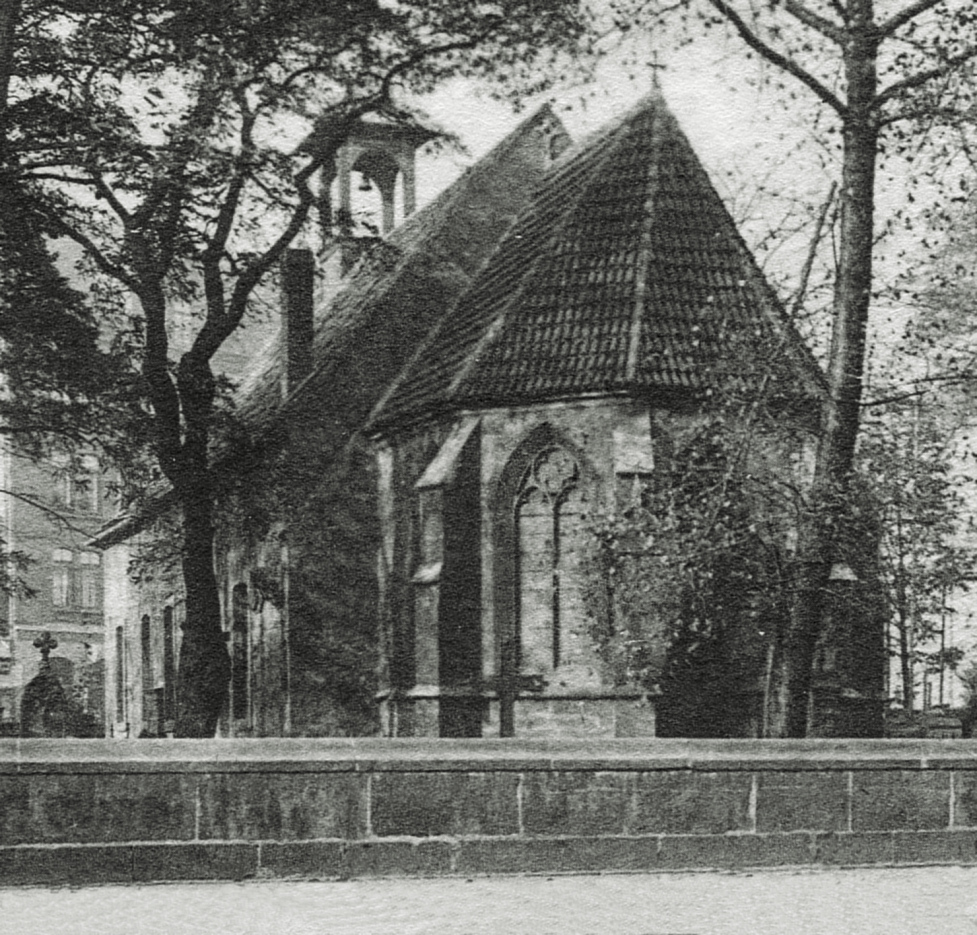
De nog intacte kerk, circa 1898
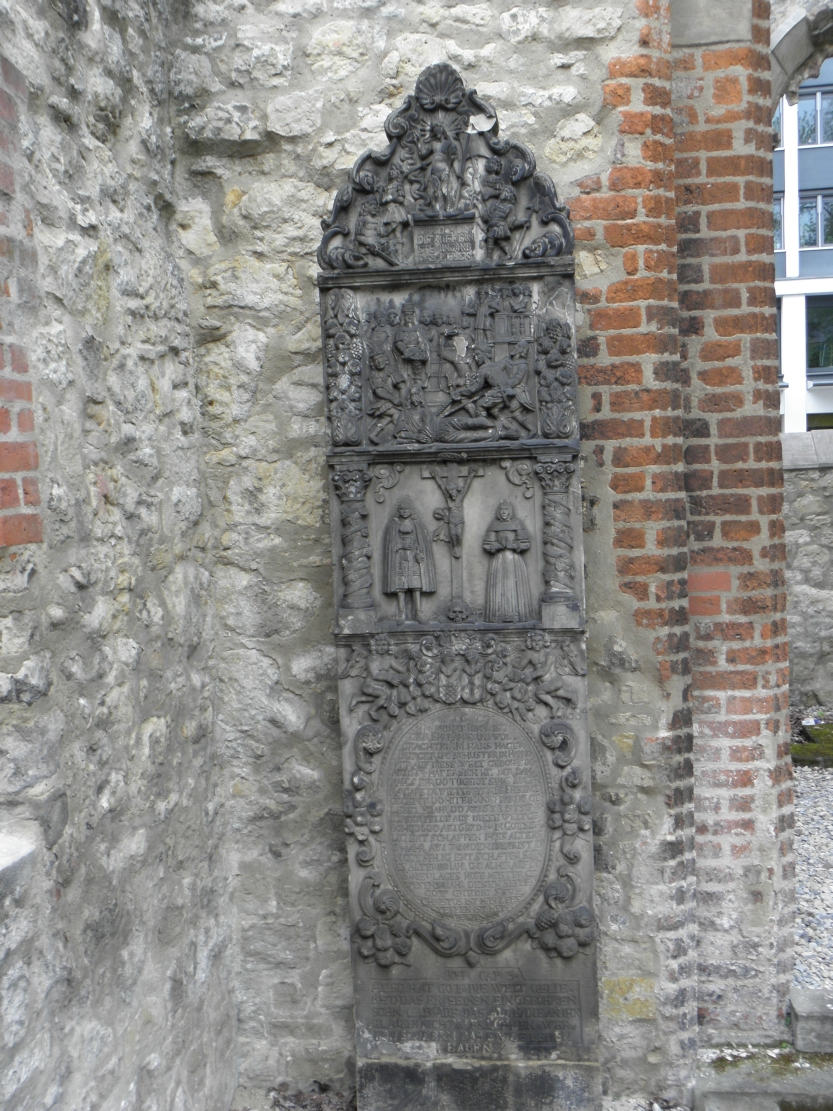
oud grafmonument
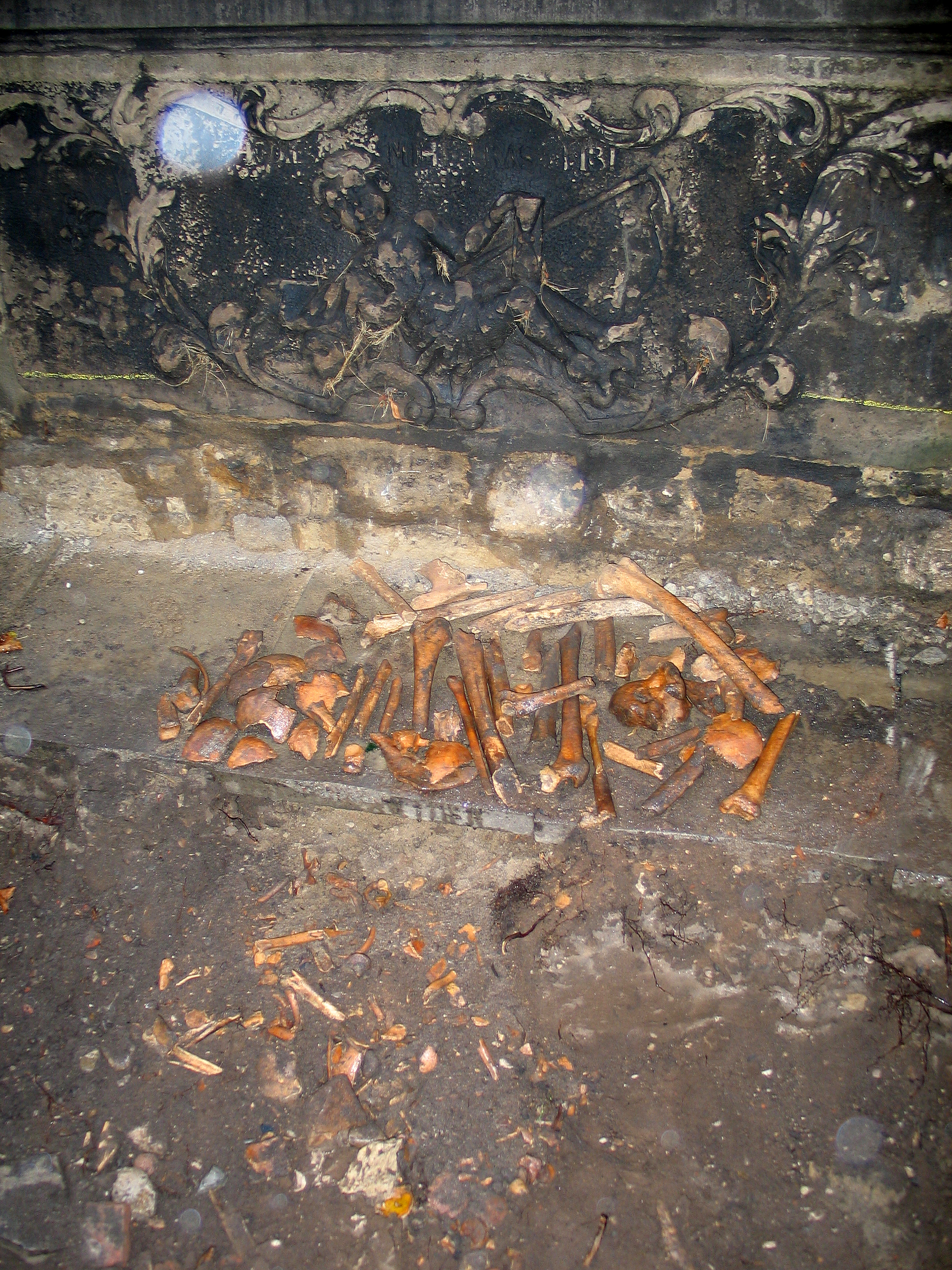
gevonden resten
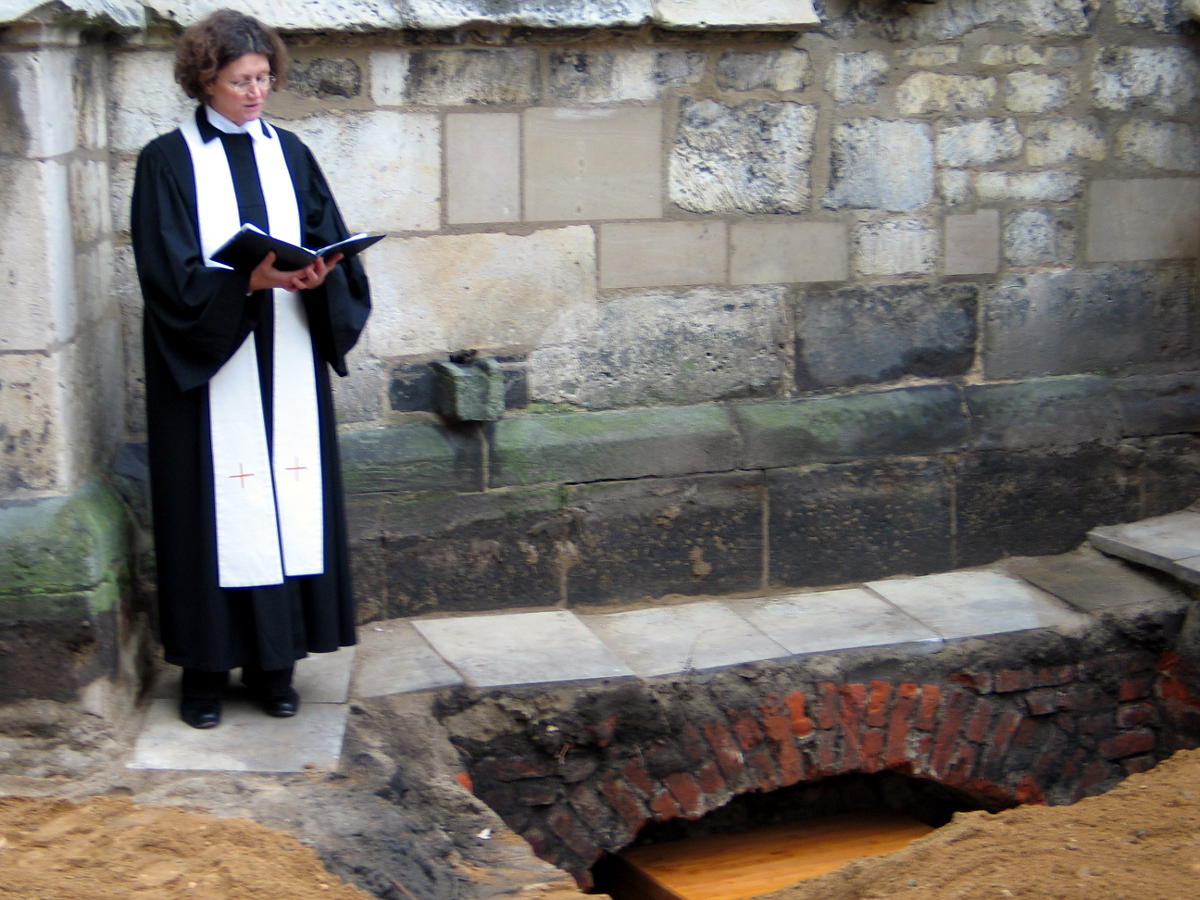
herbegrafenis gevonden resten
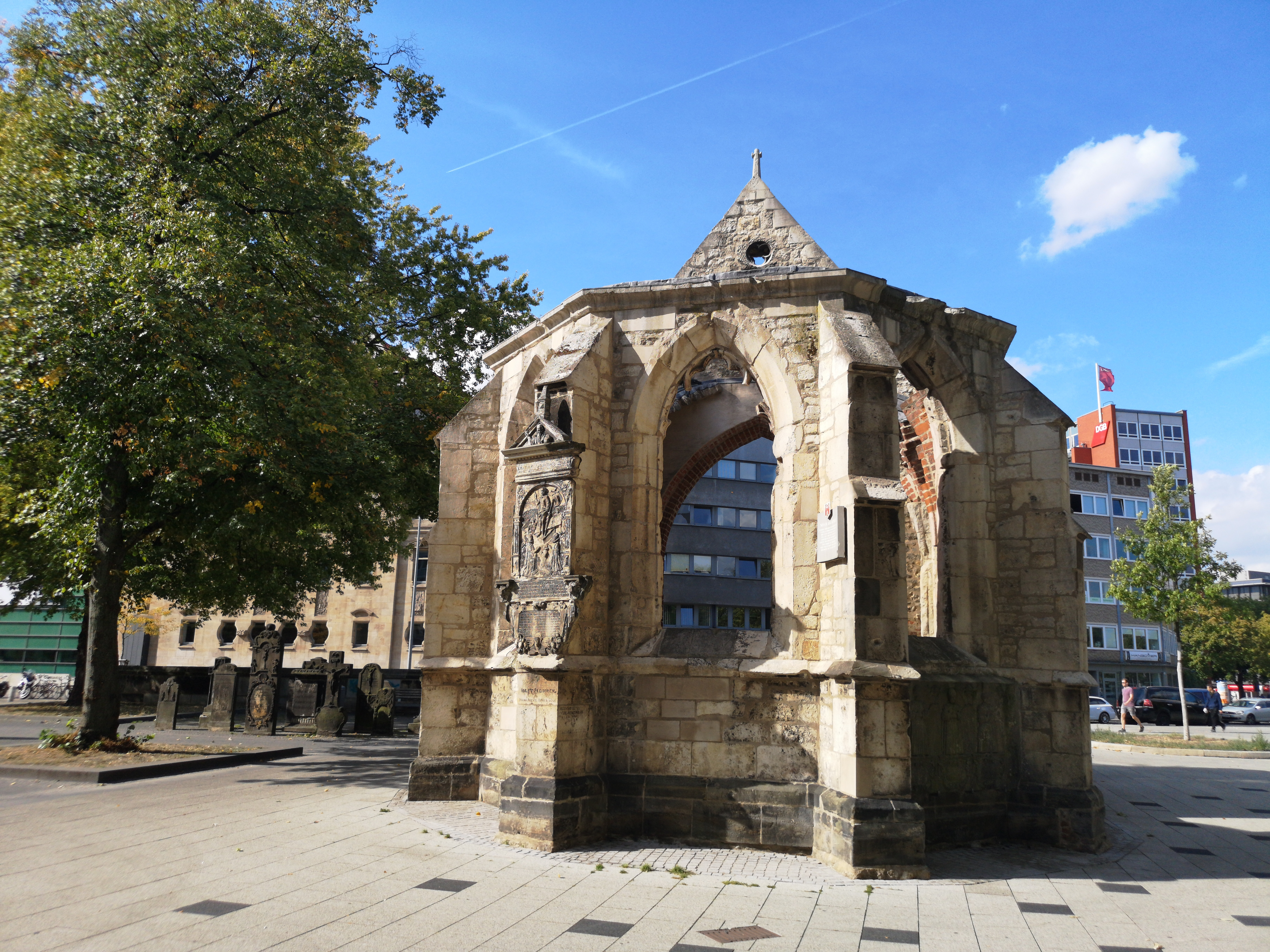
2018